# Alexander Karwoski
Alexander Karwoski (Nashua, 16 de septiembre de 1990) es un deportista estadounidense que compitió en remo.
Ganó una medalla de plata en el Campeonato Mundial de Remo de 2017, en la prueba de ocho con timonel. Participó en los Juegos Olímpicos de Río de Janeiro 2016, ocupando el cuarto lugar en la misma prueba.

## Palmarés internacional
| Campeonato Mundial | Campeonato Mundial        | Campeonato Mundial | Campeonato Mundial |
| Año                | Lugar                     | Medalla            | Prueba             |
| ------------------ | ------------------------- | ------------------ | ------------------ |
| 2017               | Sarasota (Estados Unidos) | Medalla de plata   | Ocho con timonel   |